# Syria (Sängerin)

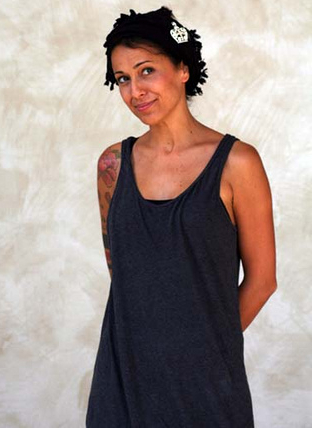
Syria 2008

Syria (* 26. Februar 1977 in Rom als Cecilia Cipressi), auch bekannt als Airys, ist eine italienische Popsängerin.

## Karriere
Die junge Sängerin machte erstmals mit kleinen Auftritten im römischen Lokalen auf sich aufmerksam, bis sie 1995 von Claudio Mattone entdeckt wurde, unter dessen Anleitung sie mit einem Loredana-Bertè-Cover den Wettbewerb Sanremo Giovani gewinnen konnte. Damit qualifizierte sie sich für die Newcomer-Kategorie des Sanremo-Festivals 1996, wo sie mit dem Lied Non ci sto auf Anhieb gewinnen konnte. Im Anschluss erschien ihr von Mattone produziertes Debütalbum. Beim Sanremo-Festival 1997 ging sie mit Sei tu in der Hauptkategorie ins Rennen und erreichte den dritten Platz. Im selben Jahr erschien Syrias zweites Album L’angelo, gefolgt 1998 von Station Wagon.
1999 begann Syria eine Zusammenarbeit mit Biagio Antonacci, aus der im Jahr 2000 das Album Come una goccia d’acqua hervorging, das beim Label CGD (Warner) erschien. Das Lied Se t’amo o no war ein Sommerhit, auch Fino al cielo war erfolgreich. Mit dem ebenfalls von Antonacci geschriebenen Lied Fantasticamente amore kehrte die Sängerin 2001 nach Sanremo zurück, allerdings ohne größeren Erfolg. Für das nächste Album Le mie favole (2002) arbeitete sie u. a. mit Max Pezzali, Jovanotti und Gianna Nannini zusammen. Beim Sanremo-Festival 2003 erreichte sie mit dem von Jovanotti geschriebenen Lied L’amore è den fünften Platz. Das folgende Album Non è peccato wurde von Michele Canova Iorfida produziert und erschien 2005; die Lieder darauf stammten u. a. von Mario Venuti, Tiziano Ferro, Le Vibrazioni und Giorgia.
Mit dem Coveralbum Un’altra me meldete sich die Sängerin 2008 zurück, nun beim Label Epic (Sony BMG). 2009 erschien die EP Vivo amo esco unter dem Pseudonym Airys. Die Single Sbalzo di colore leitete schließlich 2011 Syrias neues Studioalbum Scrivere al futuro ein. Im selben Jahr war die Sängerin als Jurorin an der Castingshow Star Academy (italienische Version von Operación Triunfo) auf Rai 2 beteiligt, die jedoch ein Misserfolg wurde und schon nach wenigen Episoden eingestellt wurde. 2012 veröffentlichte sie zusammen mit dem Rapper Ghemon das Lied Come non detto, Titelsong des Films Was du nicht sagst. Eingeleitet vom von Max Pezzali geschriebenen Lied Odiare, erschien 2014 das nächste Album Syria 10.
Anlässlich der 20-jährigen Karriere veröffentlichte Syria 2017 bei Universal das Livealbum 10 + 10.

## Diskografie

### Alben
| Jahr | Titel                   | Höchstplatzierung, Gesamtwochen, AuszeichnungChartsChartplatzierungen (Jahr, Titel, Platzierungen, Wochen, Auszeichnungen, Anmerkungen) | Anmerkungen     |
| Jahr | Titel                   | IT | Anmerkungen     |
| ---- | ----------------------- | --- | --------------- |
| 1997 | L’angelo                | IT31 (3 Wo.)IT | RTI             |
| 2000 | Come una goccia d’acqua | IT30 (15 Wo.)IT | CGD/Warner      |
| 2002 | Le mie favole           | IT49 (4 Wo.)IT | CGD/Warner      |
| 2005 | Non è peccato           | IT52 (3 Wo.)IT | Atlantic/Warner |
| 2008 | Un’altra me             | IT99 (1 Wo.)IT | Epic / Sony BMG |
| 2011 | Scrivere al futuro      | IT54 (1 Wo.)IT | Sony            |
| 2014 | 10                      | IT78 (1 Wo.)IT | Sony            |
| 2017 | 10 + 10                 | IT28 (2 Wo.)IT | Universal       |

Weitere Alben
- Non ci sto (1996)
- Station Wagon (1998)
- Vivo amo esco (EP, als Airys; 2009)

### Singles (Auswahl)
| Jahr | Titel Album                                   | Höchstplatzierung, Gesamtwochen, AuszeichnungChartsChartplatzierungen (Jahr, Titel, Album, Platzierungen, Wochen, Auszeichnungen, Anmerkungen) | Anmerkungen |
| Jahr | Titel Album                                   | IT | Anmerkungen |
| ---- | --------------------------------------------- | --- | ----------- |
| 2000 | Se t’amo o no Come una goccia d’acqua         | IT20 (12 Wo.)IT |             |
| 2001 | Fantasticamente amore Come una goccia d’acqua | IT26 (8 Wo.)IT |             |
| 2002 | Se tu non sei con me Le mie favole            | IT16 (7 Wo.)IT |             |
| 2003 | Mi consumi Le mie favole                      | IT41 (1 Wo.)IT |             |
| 2003 | L’amore è Le mie favole                       | IT25 (9 Wo.)IT |             |
| 2005 | Senza regole Non è peccato                    | IT26 (3 Wo.)IT |             |
| 2014 | Odiare Syria 10                               | IT32 (3 Wo.)IT |             |